# Caroline Furness
Caroline Ellen Furness (née le 24 juin 1869 et décédée le 9 février 1936) était une astronome américaine qui enseignait au Vassar College au début du XXe siècle. Elle a étudié auprès de Mary Whitney à Vassar et a été la première femme à obtenir un doctorat en astronomie à l'université Columbia.

## Jeunesse et éducation
Furness est né le 24 juin 1869 à Cleveland, dans l'Ohio. Son père était professeur de sciences au lycée et a encouragé son intérêt précoce pour les sciences. Elle est diplômée de Vassar en 1891. Furness a travaillé comme professeur de mathématiques à la West Winsted High School dans le Connecticut pendant un an avant de déménager à Columbus, dans l'Ohio, où elle a passé deux années supplémentaires à enseigner. Alors qu'elle vivait à Columbus, elle a étudié les mathématiques à l'université d'État de l'Ohio. En 1894, elle retourna à Vassar en tant qu'assistante de recherche pour Mary Whitney. Sous Whitney, elle a participé à un programme d'observation de comètes et de planètes d'une durée de près d'une décennie. Elle devient professeur de mathématiques à Vassar en 1895. Avec la facilitation de Whitney et le soutien financier de Catherine Wolfe Bruce et Frederic Thompson, elle commence à travailler à l'Université Columbia sous la direction d'Harold Jacoby (en) en 1896 et publiera son doctorat. thèse « Catalogue des étoiles à moins d'un degré du pôle Nord et distorsion optique du télescope astro-photographique Helsingfors déduite de mesures photographiques » en 1900.

## Carrière professionnelle
En 1903, elle retourna à Vassar en tant qu'instructrice. En 1911, elle fut promue au poste de professeur agrégé en astronomie. De 1901 à 1912, elle fut rédactrice en chef de Observations of Variable Stars Made at Vassar College.
Elle a collaboré à des observations d'étoiles variables avec Whitney de 1909 à 1911. En 1910, lorsque Whitney a commencé un congé de maladie, Furness est devenu directeur du département d'astronomie et a pris la direction du Vassar College Observatory, avant de devenir officiellement directeur en 1915 après la retraite de Whitney. En 1915, elle est l'auteur du manuel faisant autorité Introduction à l'étude des étoiles variables, qui a été reconnu comme « parmi les cent meilleurs livres écrits par des femmes américaines au cours du siècle dernier » lors de l'exposition universelle de 1933,,,. En 1916, elle est devenue professeur d'astronomie ancienne Maria Mitchell.
Elle est devenue membre de la Royal Astronomical Society en 1922. Furness était également membre de l'Astronomical Society et de l'Association of Variable Star Observers. Elle était membre de la British Astronomical Association et de l'Astronomische Gesselschaft.
Furness était un défenseur de l'éducation des femmes, en particulier dans d'autres pays. Elle a écrit un certain nombre d'articles sur la situation de l'enseignement supérieur des femmes au Japon et a été un membre important de la branche locale de l'Alliance nationale des femmes unitaires. Furness a travaillé comme agent de voyage bénévole pour la Croix-Rouge en 1917.

## Vie personnelle
Elle décède le 9 février 1936 à New York.